# Stade de France
Stade de France (pol. Stadion Francji) – pięciogwiazdkowy, wielofunkcyjny stadion sportowy w Saint-Denis, na przedmieściach Paryża. Narodowy stadion Francji o oficjalnej pojemności 81 338 miejsc siedzących, na którym od 1998 swe najważniejsze mecze rozgrywają pierwsze reprezentacje Francji w piłce nożnej i rugby. Za zarządzanie i organizację imprez odpowiada spółka Stade de France Live Events. Arena lekkoatletyczna i Ceremonii Zamknięcia Igrzysk Olimpijskich 2024.
Koncepcja budowy stadionu w miejscowości Saint-Denis pojawiła się na początku lat 90., zaś realnych kształtów nabrała w lipcu 1992 – tuż po przyznaniu Francji prawa organizacji XVI finałów piłkarskich Mistrzostw Świata 1998. Dotychczasowy „Stadion Narodowy” – Parc des Princes – nie posiadał już realnych możliwości dalszej rozbudowy, więc władze Francuskiego Związku Piłki Nożnej (FFF) podjęły decyzję o stworzeniu od podstaw zupełnie nowego, wielofunkcyjnego obiektu (dzieła międzynarodowej czwórki architektów: Michela Macarego, Aymerica Zublény, Michela Regembala i Claude’a Constantiniego) na przedmieściach stolicy. Pozwolenie na budowę wydano 30 kwietnia 1995, kamień węgielny wmurowano 2 maja 1995, prace budowlane rozpoczęto w czerwcu 1995, a w grudniu 1997 (po 31 miesiącach budowy) stadion był już całkowicie ukończony i gotowy do oddania do użytku (konstrukcja dachu wykonana została z elementów wyprodukowanych przez polskie firmy z Chojnic, Kluczborka i Wielunia). Jego oficjalne otwarcie nastąpiło 28 stycznia 1998 podczas uroczystości zorganizowanej przed towarzyskim meczem Francja – Hiszpania 1:0 (premierowego gola zdobył Zinédine Zidane w 20 minucie pojedynku). 7 lutego 1998 zadebiutowała tutaj reprezentacja Francji w rugby, pokonując 24:17 Anglię w Pucharze Sześciu Narodów.
W tym samym roku Stade de France stał się główną areną imprezy, na potrzeby której został zbudowany, tj. XVI finałów piłkarskich Mistrzostw Świata. Podczas ich trwania rozegrano na nim w sumie 9 spotkań: 5 grupowych, jedno 1/8 finału, jeden ćwierćfinał, jeden półfinał i wielki finał (w którym - 12 lipca 1998 – Francja pokonała 3:0 Brazylię, zdobywając swój pierwszy w historii tytuł Mistrzów Świata).
Dotychczas odbyły się na nim również trzy finałowe mecze Ligi Mistrzów UEFA. 24 maja 2000 Real Madryt zwyciężył 3:0 Valencię, 17 maja 2006 FC Barcelona 2:1 ograła Arsenal F.C., zaś 28 maja 2022 Real Madryt ponownie na tym stadionie zdobył trofeum pokonując Liverpool F.C. 1:0. Pierwotnie finał edycji 2021/22 miał odbyć się na Stadionie Krestowskim w Sankt Petesburgu. 25 lutego 2022 roku, z powodu inwazji Rosji na Ukrainę UEFA podjęła decyzję o przeniesieniu finału z Petersburga do Saint-Denis.
Ponadto – od 1998 – rozgrywane są tutaj decydujące spotkania Pucharu Francji (pierwszy, 2 maja 1998 Paris Saint-Germain F.C. – RC Lens 2:1) oraz Pucharu Ligi Francuskiej (pierwszy, 4 kwietnia 1998 Paris Saint-Germain F.C. – FC Girondins de Bordeaux po dogrywce 2:2 i w rzutach karnych 4:2).
12 marca 2006 podczas meczu Pucharu 6 Narodów w rugby Francja – Anglia (31:6) padł rekord frekwencji obiektu - na jego trybunach zasiadł bowiem nadkomplet 80 009 widzów.
Oprócz spotkań piłkarskich i meczów rugby – po odpowiedniej adaptacji – Stade de France jest przystosowany do organizacji zawodów lekkoatletycznych. Przesunięcie dolnego poziomu trybun zajmuje całe 80 godzin, przy dwudziestogodzinnej pracy 40 ludzi dziennie. Jeden przesuwno-składany moduł waży 700 ton. (Między 23 a 31 sierpnia 2003 przeprowadzono tutaj Mistrzostwa Świata w tej dyscyplinie), podczas których pojemność trybun jest zmniejszana do 74 tys. miejsc siedzących.
Ponadto mogą odbywać się na nim koncerty muzyczne. Występowali tu chociażby: The Rolling Stones, Madonna, U2, Paul McCartney, Bruce Springsteen, Prince, Lady Gaga, Rihanna, One Direction, BTS oraz Rammstein.
W sezonach 2005/2006 i 2006/2007 podczas meczów piłkarskiej Ligi Mistrzów oraz Pucharu UEFA na Stade de France w roli gospodarza występowała drużyna Lille OSC, parokrotnie korzystał z niego również klub rugby Stade Français. Na początku XXI wieku regularnie swe mecze w Ligue 2 grywał tu Red Star FC 93.
W 2005 – podczas kampanii przed wyborami gospodarza letnich Igrzysk Olimpijskich 2012 – na kilka miesięcy zmieniono oficjalną nazwę obiektu na Stade de France - Paris 2012. W lipcu 2005 powrócono do tradycyjnej nazwy.
W 2022 roku na stadionie odbył się finał Ligi Mistrzów, który pierwotnie miał odbyć się na stadionie w Petersburgu.
W 2024 roku, obiekt został wybrany na stadion lekkoatletyczny na Letnie Igrzyska Olimpijskie 2024, które odbyły się w Paryżu.